# Лејкшор Гарденс Хиден Ејкерс (Тексас)
Лејкшор Гарденс Хиден Ејкерс (енгл. Lakeshore Gardens-Hidden Acres) град је у америчкој савезној држави Тексас.

## Демографија
По попису из 2010. године број становника је 504, што је 216 (-30,0%) становника мање него 2000. године.
| Група             | 2000.       | 2010.       |
| Белци             | 495 (68,8%) | 276 (54,8%) |
| Афроамериканци    | 0 (0,0%)    | 0 (0,0%)    |
| Азијати           | 4 (0,6%)    | 2 (0,4%)    |
| Хиспаноамериканци | 204 (28,3%) | 225 (44,6%) |
| Укупно            | 720         | 504         |